# Esbart Lluís Millet
L'Esbart Lluís Millet és un esbart dansaire fundat l'any 1957 a Barcelona (Gràcia) per Joaquim Navarro i Bonet. Pren el nom del músic, compositor i fundador de l'Orfeó Català Lluís Millet i és una de les entitats residents a la Casa de la Festa la Violeta de Gràcia.
Ha difós la dansa tradicional per tot el país, amb actuacions i activitats d'ensenyament dels balls catalans. L'any 1972 va instaurar les Jornades Internacionals Folklòriques sota el lema «Les danses dels pobles pel nostre poble», que es van fer a Barcelona fins al 1979. A partir d'aquell any van començar a celebrar-se per tot Catalunya, organitzades per l'Associació per a la Difusió del Folklore (Adifolk). Les seves actuacions s'han pogut veure també en més països, com ara a Israel, on l'esbart va viatjar l'any 1980.
Actualment l'Esbart Lluís Millet es limita a una secció infantil i juvenil, a través de la qual ofereix ensenyament de les danses tradicionals catalanes i fa algunes demostracions públiques, com ara les actuacions en la Roda d'Esbarts Catalònia.